# Sloanea poilanei
Sloanea poilanei är en tvåhjärtbladig växtart som beskrevs av M.J.E. Coode. Sloanea poilanei ingår i släktet Sloanea och familjen Elaeocarpaceae. Inga underarter finns listade i Catalogue of Life.